# Heinrich Schmeißing
Heinrich Schmeißing (* 19. August 1905 in Schwelm; † 15. November 1979 in Wuppertal-Barmen) war ein deutscher Politiker der CDU. Er war unter anderem von 1951 bis 1956 Oberbürgermeister der Stadt Wuppertal.

## Leben
Heinrich Schmeißing wurde am 19. August 1905 als Sohn eines Dachdeckermeisters in der Stadt Schwelm geboren, wo er auch aufwuchs. In den 1920er Jahren begann er ein Studium der Volkswirtschaftslehre, das er im Jahr 1928 als Diplom-Volkswirt abschloss. Nach dem Zweiten Weltkrieg trat er 1945 der CDU bei und wurde ein Jahr später Stadtverordneter Wuppertals, diesen Posten behielt er bis 1958.

## Politik
Schmeißing wurde am 7. November 1951 zum Oberbürgermeister der Stadt Wuppertal ernannt. Während dieser Zeit engagierte er sich für verschiedene Themen. Er setzte sich, neben vielem anderen, für die Fusion der beiden damals größten Wuppertaler Fußballvereine, dem SSV 04 Wuppertal und dem TSG Vohwinkel 80 ein. Es sah zunächst so aus, als ob die beiden rivalisierenden Vereine nicht auf einen gemeinsamen Nenner kommen würden, jedoch war es Schmeißings Verhandlungsgeschick zu danken, dass durch die Fusion der Wuppertaler SV entstehen konnte. Außerdem trieb Schmeißing die Idee eines Fördervereins für den Wuppertaler Zoo voran, der 1955 gegründet wurde und unter dem Namen Zoo-Verein Wuppertal auch heute noch existiert. Schmeißings Amtszeit als Bürgermeister endete am 9. November 1956. Zwei Jahre später, am 1. Juli 1958, wurde er Stadtkämmerer und am 1. März 1967 noch zusätzlich Stadtdirektor Wuppertals. Beide Ämter legte er am 31. August 1970 ab.
Er starb am 15. November 1979 in Wuppertal-Barmen.

## Ehrungen
1969 wurde Heinrich Schmeißing der Ehrenring der Stadt Wuppertal verliehen.